# مجلس اللغة النرويجية
| النرويجية - Norsk                             |
| --------------------------------------------- |
| اللغه النرويجية                               |
| النحو · الأبجدية ·                            |
| بوكمول · نينوشك · ريكسمول ·                   |
| مجلس اللغة النرويجية · الأكاديمية النرويجية · |

مجلس اللغة النرويجية (بالنرويجية: Språkrådet) هي المؤسسة الداعمة للغة النرويجية بشكليها البوكمول والنينوشك. ويتكون المجلس من 38 عضواً، ويقوم بإصدار لائحة بأشكال الكلمات المقبولة في اللغة النرويجية، ويكون لبعض الكلمات شكلين، شكل رسمي يُستَخدَم في الوثائق والأوراق الحكومية، وشكل اختياري يمكن استخدامه بين الطلاب في مدارس الدولة.
- عُرِفَ ماريوس ساندفي [الإنجليزية] بدوره في إعداد القاموس المعياري المعروف باسم (Tanums store rettskrivningsordbok)، وقد كان ماريوس ساندفي عضواً في مجلس اللغة النرويجية بين عامي 1952 و1959.[2]

## مواضيع ذات صلة
- قائمة الأكاديميات اللغوية